# Sorolopha aeolochlora
Sorolopha aeolochlora är en fjärilsart som beskrevs av Edward Meyrick 1916. Sorolopha aeolochlora ingår i släktet Sorolopha och familjen vecklare. Inga underarter finns listade i Catalogue of Life.